# 友子の場合
『友子の場合』（ともこのばあい）は、藤野美奈子の漫画。『ビッグコミックスピリッツ』（小学館）に連載された。
1995年に『世にも奇妙な物語』で2度テレビドラマ化され、1996年に『ぼくたちの映画シリーズ』の一作として映画化された。

## 概要
想像力と頭の回転は超人的だが、天然ボケでいつも考えが異常な方向へ向かってしまう女子高校生、友子の日常を描いたギャグ作品。例えば、遅刻をごまかすために色々な言い訳のアイデアを瞬時にひらめき葛藤するが、徐々におかしな方向に思考が傾いていき、登校中にレイプされたことになってしまうなど、友子の身に起こる些細な問題を考えすぎて異常に大きくしてしまい、異常な結末となるジェットコースター的ギャグエピソードが主となっている。

## ドラマ
1995年の『世にも奇妙な物語』の春の特別編にて「友子の長い朝」、秋の特別編にて「友子の長い夜」として、各々ドラマ化。

## 映画
東映配給で1996年8月10日公開、ともさかりえの初主演映画。

### あらすじ
埼玉県大宮市（現：さいたま市北区）宮原町の一戸建てに住む高校2年生の田村友子は、受験前の最後の夏を満喫しようと、クラスメイト男女4人ずつの計8人で伊豆へ一泊温泉旅行に出かける。しかし友子が気を利かせて駅弁を買いに途中の駅で降りて、電車に乗り遅れて友人達とはぐれてしまう。そこから延々と悲劇が続いていく青春コメディ。同時上映は『That's カンニング! 史上最大の作戦?』（主演：山口達也、安室奈美恵、監督：菅原浩志）。

### キャスト
- 田村友子…ともさかりえ
- 高木美江…藤村ちか
- 五十嵐理沙…新山千春
- 嶋田咲子…仲間由紀恵
- 小林太郎…木村剛
- 岡田時雄…高橋一生
- 小笠原誠…松山幸次
- 山田慎次…越野鉄也
- 田村道弘…西村雅彦
- 田村真知子…ふせえり
- 田村道夫…森田洸輔
- 橋田駅駅員・芝…布川敏和
- 橋田駅駅員・三ツ沢…伊藤俊人
- 丸木駅駅長・島巡…小木茂光
- 丸木駅駅員・星野…長江英和
- 丸木駅駅員・藤井…松重豊
- たこばしら売りのおばさん…茅島成美
- ロープウェイのおじさん…きたろう
- 車内販売員…萩原聖人
- キザな車掌…高杉亘
- 松葉家・若女将…美保純
- 芸者・藤奴…ひだかともこ
- 芸者・美奈奴…藤野美奈子
- 仲居…中島陽子
- 保母さん…吉田容子
- 沢井（漁船のおやじ）…六平直政
- もう1人の友子…太田麻紀子
- 電車のおばあさん…原ひさ子
- 電車のおじさん…河原さぶ
- 電車のおばさん…松本じゅん

### スタッフ
- 監督：本広克行
- 脚本：青柳祐美子
- 原作：藤野美奈子
- 製作総指揮：松下千秋、中山和記
- 企画：重村一、久板順一朗
- プロジェクトプロデューサー：宅間秋史
- プロデューサー：小牧次郎、重岡由美子、岩田祐二
- 撮影：福田紳一郎
- デザイン：柳川和央
- 美術制作：板村一彦
- 音楽：大島ミチル
- 音楽プロデューサー：伊藤圭一
- 録音：松永英一
- 整音：門倉徹
- 照明：澤田篤宏、加瀬弘行
- 編集：田口拓也
- 衣裳：青木幸雄、高木美佳
- 助監督：都築淳一
- スクリプター：佐藤由子
- スチール：チャールズ村上
- ハイビジョンバイザー：皆川慶助
- 技術制作：杉野有充
- テクニカルディレクター：堀田満之
- 音響効果：志田博英
- タイトルアニメーション作画／演出：野村辰寿
  - アニメーター：内藤彰子
  - 撮影：松嵜泰三
  - 制作協力：ROBOT、アニメーションスタッフルーム
- スタントコーディネーター：伊奈貫太
- スタント：日和佐裕子
- 撮影協力：伊豆急行、箱根ロープウェイ、富士急興業、熱海マリンサービス、国際医療管理専門学校熱海校
- 製作協力：共同テレビジョン
- 製作：フジテレビ

### 主題歌
ともさかりえ「くしゃみ」（TODT-3800）